# Paz de Passau
O Sacro Imperador Carlos V tinha conquistado uma vitória contra as forças protestantes na Guerra de Esmalcalda, de 1547. Muitos príncipes protestantes estavam descontentes com os termos religiosos do Interim de Augsburgo, imposta após esta vitória. Em janeiro de 1552, liderados por Maurício da Saxônia, muitos formaram uma aliança com o rei Henrique II da França, no Tratado de Chambord. Em troca de financiamento e assistência da França, Henrique recebeu promessas de terras no oeste da Germânia. Na subsequente Guerra dos Príncipes, Carlos foi expulso da Germânia para suas terras ancestrais, na Áustria, Insbruque, pela aliança protestante, enquanto Henrique capturou três Bispados do Reno: Metz, Verdun e Toul.[carece de fontes?]
Em agosto de 1552, cansado de três décadas de guerra civil religiosa, Carlos garantiiu liberdades religiosas luteranas, na Paz de Passau. A implementação da Dieta de Augsburgo foi cancelada. Os príncipes protestantes, feitos prisioneiros durante a Guerra de Esmalcalda, João Frederico I e Filipe de Hesse, foram libertados. Um precursor para a Paz de Augsburg, de setembro de 1555, a Paz de Passau efetivamente cessou a busca da vida inteira de Carlos V por uma unidade religiosa europeia.